# سیارک ۸۴۰۰
سیارک ۸۴۰۰ (به انگلیسی: 8400 Tomizo، نامگذاری:1994AQ) هشت هزار و چهارصدمین سیارک کشف شده‌است که در ۴ ژانویه ۱۹۹۴ کشف شد.